# Big Four (brit vasúttársaságok)
A Big Four (Négy Nagy) az 1923 és 1947 között működő négy legnagyobb brit vasúttársaság elnevezése, amely először a Railway Magazine című újság 1923. februári számában jelent meg.

## A kezdetektől 1923-ig
Nagy-Britannia vasúthálózata a legrégebbi a világon: az első vonalat 1825-ben nyitották meg az utazóközönség előtt. Az ipari forradalom idején ugrásszerűen megnőtt a vasúttársaságok száma és a lefektetett sínek hossza, de a tulajdonosi struktúra miatt nem volt egységes a szolgáltatás. Az országos hálózat sok helyi vonalból állt össze, amelyet különböző magánvállalkozások üzemeltettek.
A 19-20. század fordulóján a cégfelvásárlások miatt jelentősen csökkent a szolgáltatásban részt vevő vállalkozások száma, és az összeolvadások révén létrejövő nagyobb társaságok kezdték uralni a szektort. Az első világháború alatt a teljes hálózatot a kormány ellenőrizte, de államosításra nem került sor, holott az ötletet William Gladstone későbbi miniszterelnök már az 1830-as években felvetette.

## Az összeolvadás
Az 1921-ben elfogadott, 1923. január 1-jén életbe lépett törvény a megmaradt vasúttársaságokat négy nagy cégcsoportban - Big Four - egyesítette a hatékonyság és gazdaságosság növelése, valamint az összehangolt fejlesztés érdekében. A Big Four négy tagja a Great Western Railway (GWR), a London and North Eastern Railway (LNER), a London, Midland and Scottish Railway (LMS) és a Southern Railway (SR) lett. A négy nagy cég részvénytársasági formában működött egészen 1947. december 31-ig, amikor államosították őket, és létrehozták belőlük a British Railwayst.
A négy társaságból a Southern Railway volt a legkisebb, de a másik háromtól teljesen eltérő profillal működött. Míg a nagy cégek főleg teher- és nagy távolságú utasszállításra szakosodtak, addig az SR a legtöbb bevételt a rövid távú személyforgalomból szerezte. A társaság kicsi mérete ellenére az Egyesült Királyság utasforgalmának több mint negyedét birtokolta. Ezt elsősorban a London környezetét lefedő vonalainak köszönhette, amelyen a fővárosba ingázók közlekedtek. A társaságok területein átnyúló vonalakat általában közösen működtették az érintett cégek.
Az LNER a második legnagyobb cég volt a megtett mérföldeket tekintve, de anyagi szempontból csak a negyedik helyen állt. Híres volt gyors expresszeiről, de bevételeinek jelentős részét az északkelet-angliai szénmezők teherforgalmából szerezte.
A második világháború alatt a négy cég egyesítette irányítását. 1941. január 1-jétől a kormány 1946-ig bérleti díjat (évi csaknem 43,5 millió angol fontot) fizetett az infrastruktúráért és a járművekért. Az egyesített társaságot a Railway Executive Committee irányította. 1948-ban a cégeket államosították.

## 1938-as adatok
| Vagyontárgy          | LMS             | LNER            | GWR            | SR            |
| -------------------- | --------------- | --------------- | -------------- | ------------- |
| Pályahossz (mérföld) | 6 845 (33,1%)   | 6 349 (30,7%)   | 3 782 (18,3%)  | 2 156 (10,4%) |
| Mozdony (db)         | 7 644 (38,8%)   | 6 533 (33,2%)   | 3 631 (18,4%)  | 1 813 (9,2%)  |
| Személykocsi (db)    | 17 478 (40,2%)  | 12 456 (28,6%)  | 5 985 (13,8%)  | 6 651 (15,3%) |
| Tehervagon (db)      | 285 611 (53,0%) | 258 236 (38,9%) | 82 453 (12,4%) | 33 709 (5,1%) |